# Эскадренные миноносцы типа «Асагири»
Эскадренные миноносцы типа «Асагири» (яп. あさぎり型護衛艦 асагири-ката-гоэйкан) — тип эскадренных миноносцев, состоящий на вооружении Морских Сил Самообороны Японии. Эсминцы типа «Асагири» являются дальнейшим развитием эскадренных миноносцев типа «Хацуюки». Основной задачей кораблей этого типа является противолодочная оборона и уничтожение надводных кораблей противника. По сравнению с предшественниками корабли этого типа обладают следующими особенностями:

## Конструкция
Двигательная установка типа COGAG
По сравнению с установкой типа COGOG эсминцев типа «Хацуюки» корабли имеют установку типа COGAG из четырёх газовых турбин Kawasaki-Rolls-Royce Spey SM1A.
Улучшенные радиолокационные системы
Корбали оснащены новыми радарами обзора поверхности OPS-28, обладающий возможностью сопровождения в процессе сканирования. На последних кораблях серии установлен радар трёхмерного обзора OPS-24, первый мире корабельный радар с активной ФАР.
Система управления оружием полной конфигурации
Корабли оснащены системой управления оружием OYQ-6/7. OYQ-6 имеет два компьютера AN/USQ-20, которые в OYQ-7 заменены одним компьютером AN/UYK-7. OYQ-6/7 может обменикаться тактической информацией через Link-11, которую система OYQ-5 эсминцев типа «Хацуюки» не поддерживала.

Расширенный ангар для вертолёта
Ангар способен вмещать два вертолёта, однако в боевой конфигурации предусмотрен лишь один.
«Асагири», «Югири» и «Амагири» названы в честь эсминцев Второй мировой войны.
Всего построено 8 кораблей этого типа. «Ямагири» и «Асагири» преобразованы в учебные корабли.

## Состав серии
| Бортовой номер | Название                                     | Заложен    | Спущен     | В строю             | Порт приписки | Примечание                |
| -------------- | -------------------------------------------- | ---------- | ---------- | ------------------- | ------------- | ------------------------- |
| DD-151 TV-3516 | Асагири (яп. あさぎり «Утренний туман»)      | 13.2.1985  | 19.09.1986 | 17.3.1988 14.3.2012 | Куре          | Учебный в 2005—2012 годах |
| DD-152 TV-3515 | Ямагири (яп. やまぎり «Горный туман»)        | 5.2.1986   | 10.10.1987 | 25.1.1989 16.3.2011 | Куре          | Учебный в 2004—2011 годах |
| DD-153         | Югири (яп. ゆうぎり «Вечерний туман»)        | 25.2.1986  | 21.09.1987 | 28.2.1989           | Оминато       |                           |
| DD-154         | Амагири (яп. あまぎり «Небесный туман»)      | 3.3.1986   | 09.09.1987 | 17.3.1989           | Майдзуру      |                           |
| DD-155         | Хамагири (яп. はまぎり «Туман на побережье») | 20.1.1987  | 04.06.1988 | 31.1.1990           | Оминато       |                           |
| DD-156         | Сэтогири (яп. せとぎり «Туман над проливом») | 9.3.1987   | 12.09.1988 | 14.2.1990           | Оминато       |                           |
| DD-157         | Савагири (яп. さわぎり «Болотный туман»)     | 14.1.1987  | 25.12.1988 | 6.3.1990            | Сасебо        |                           |
| DD-158         | Умигири (яп. うみぎり «Морской туман»)       | 31.10.1988 | 11.09.1989 | 12.1.1991           | Куре          |                           |

## Фото

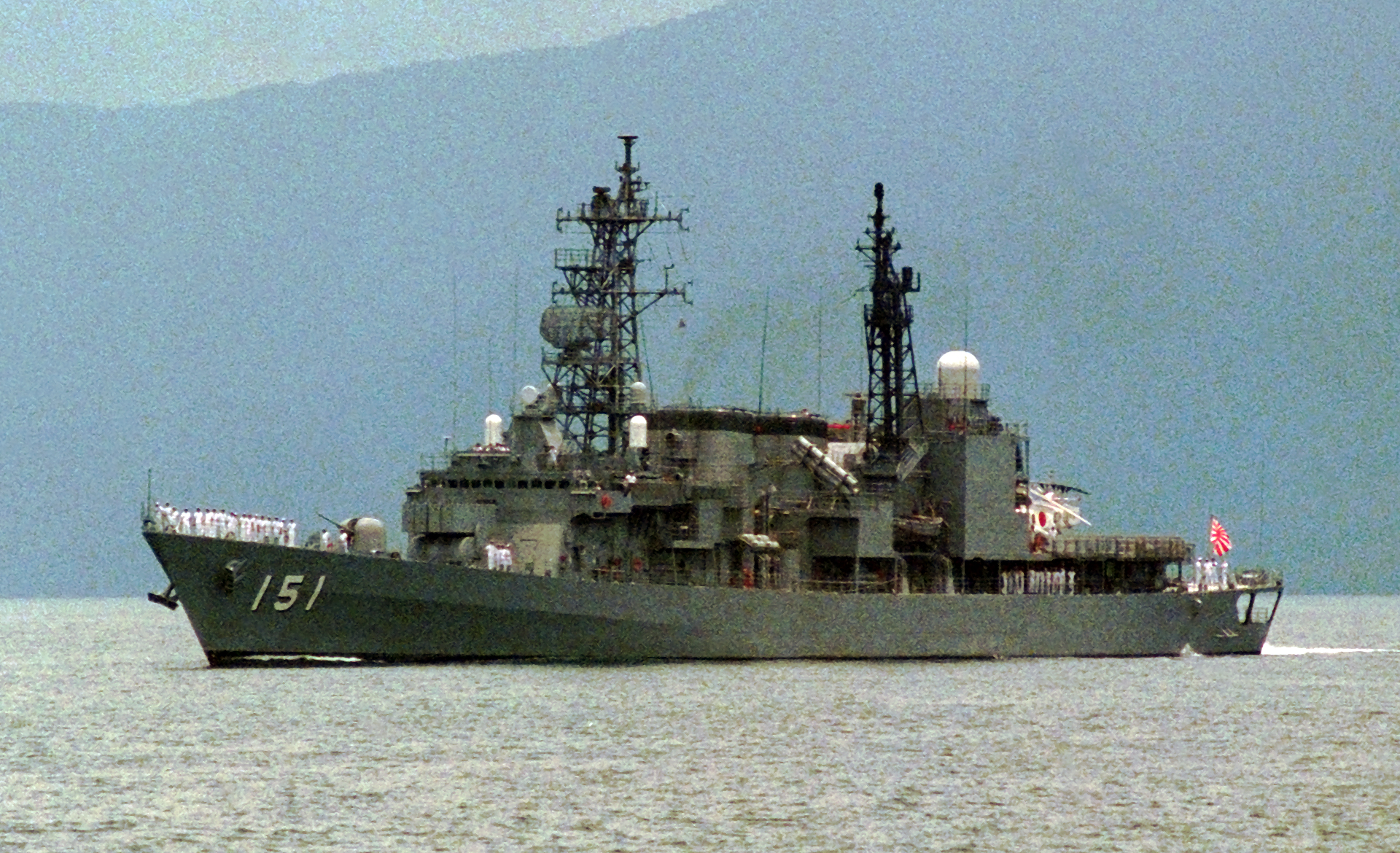
JDS Asagiri (DD-151)
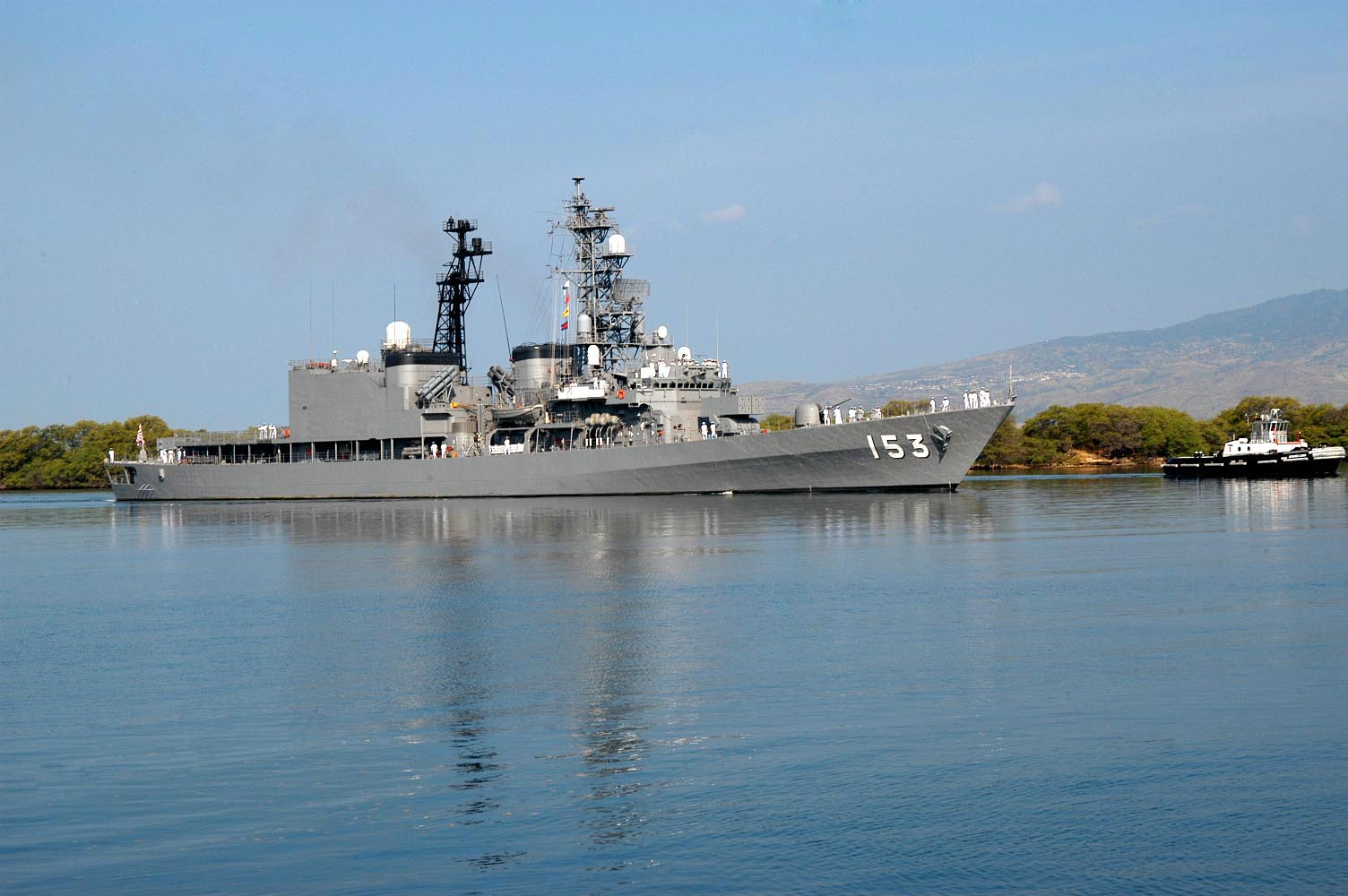
JDS Yūgiri (DD-153)
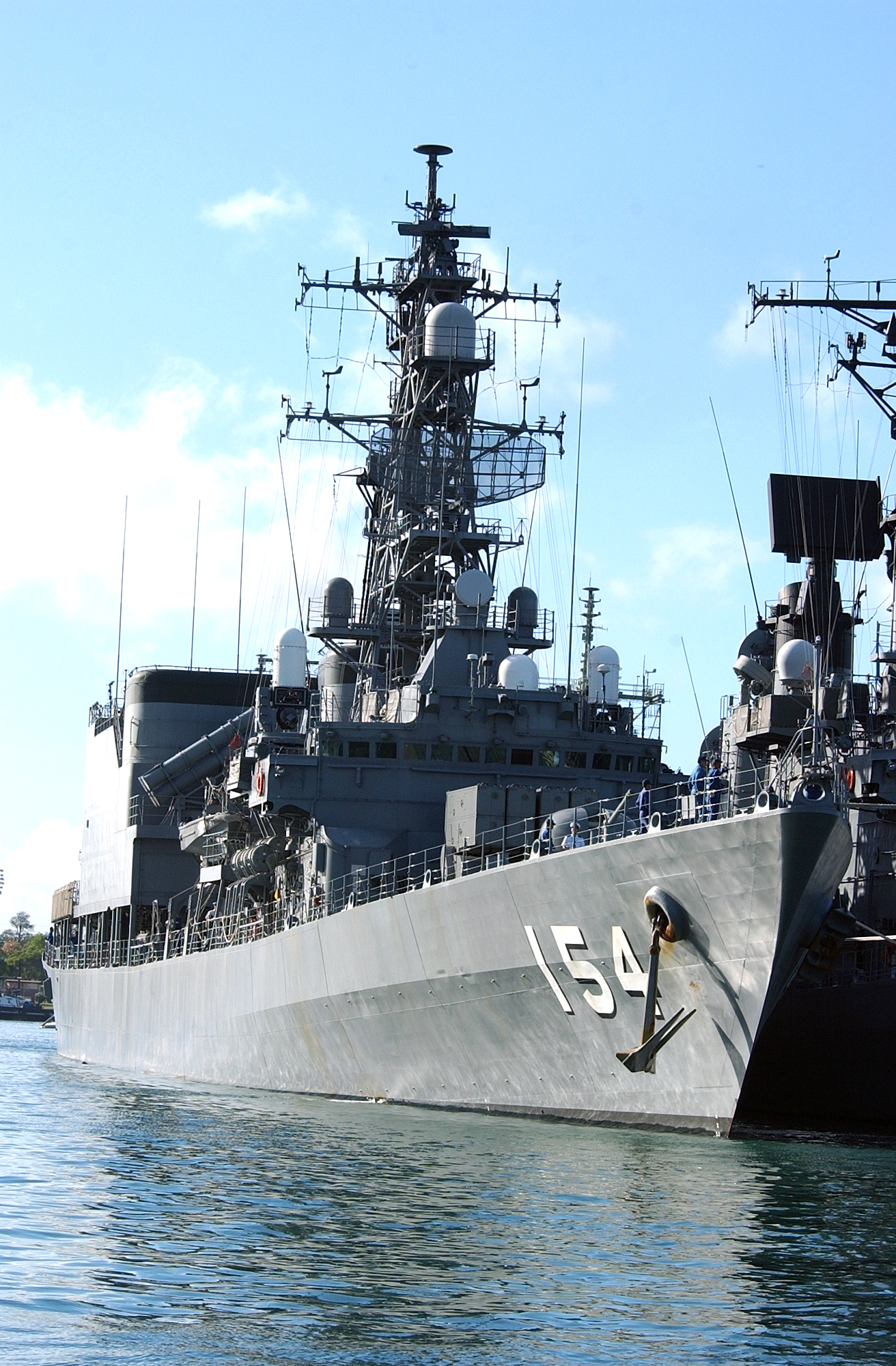
JDS Amagiri (DD-154)
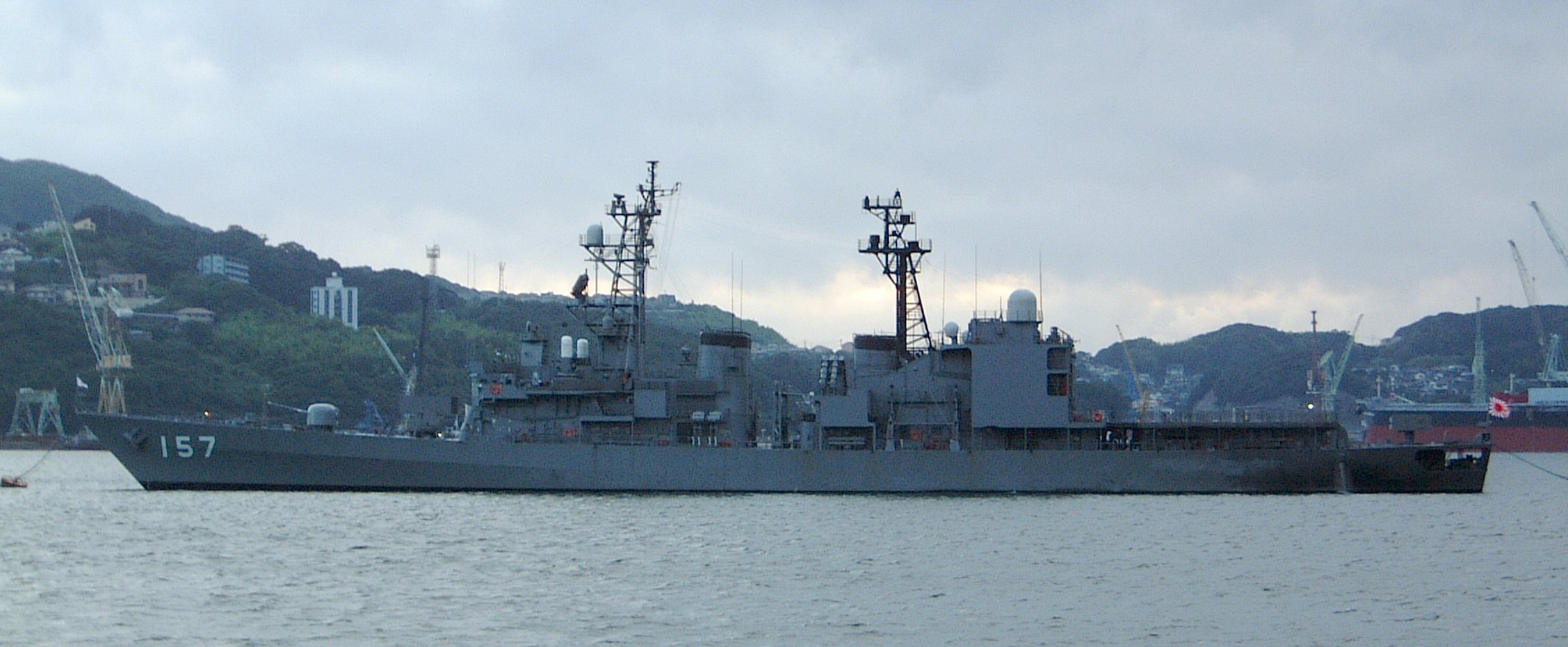
JDS Sawagiri (DD-157)
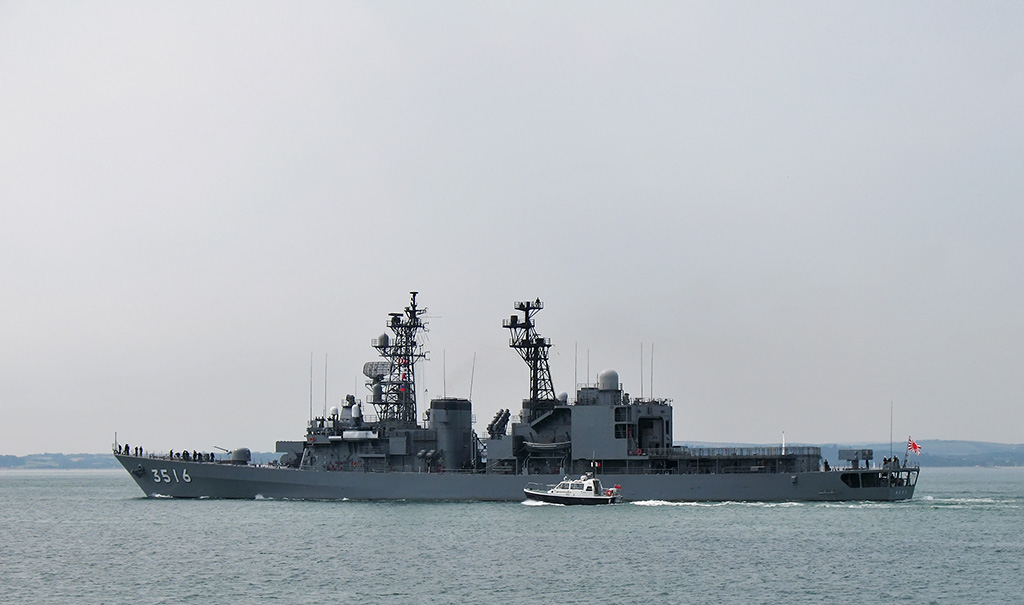
JDS Asagiri (TV-3516)
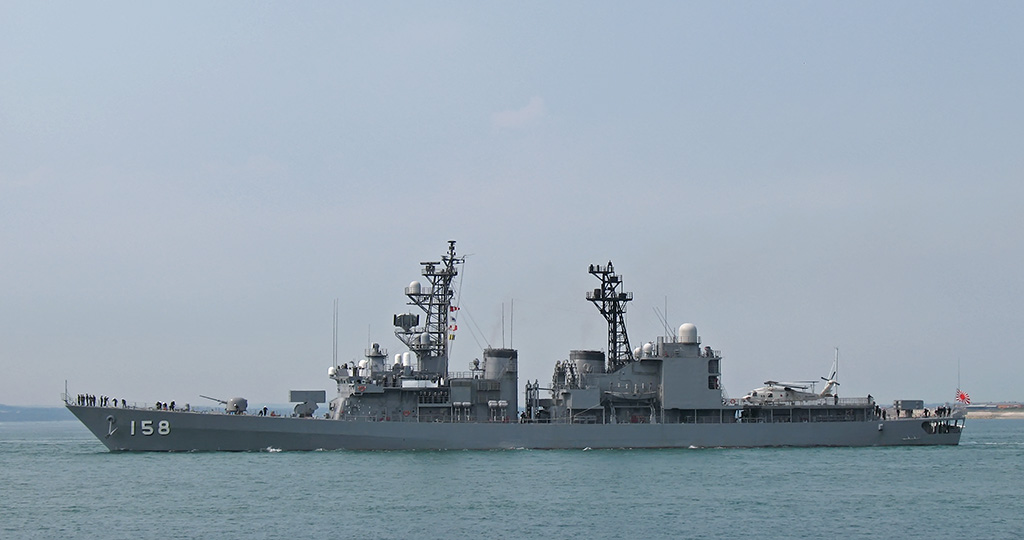
JDS Umigiri (DD-158)
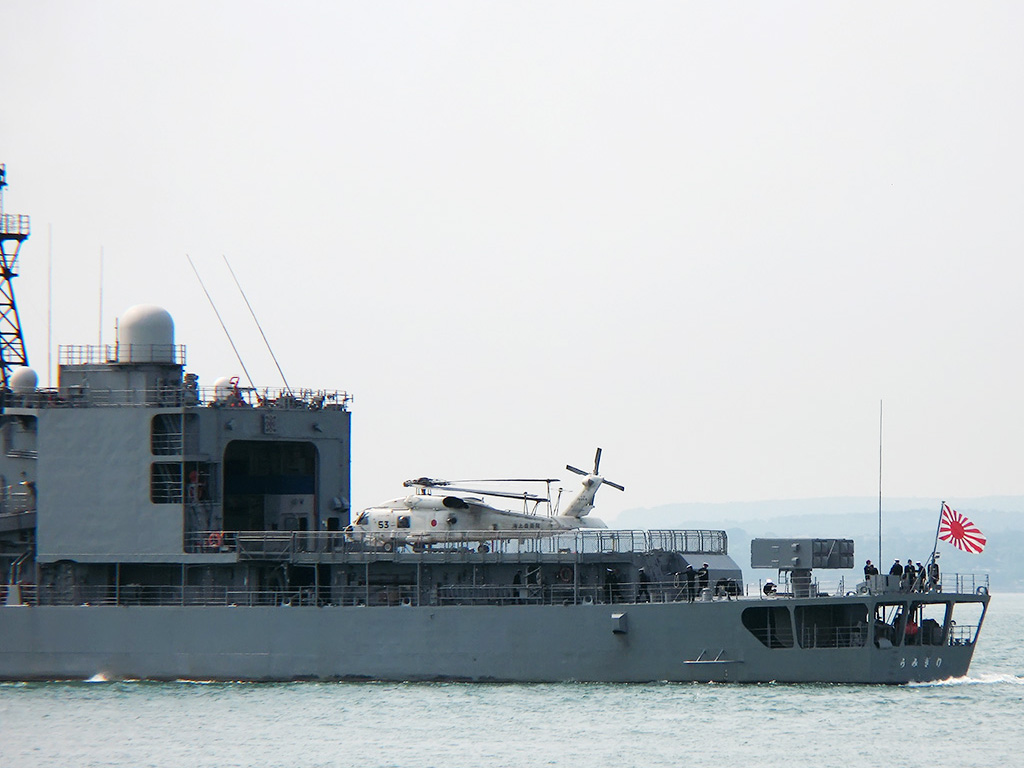
The hangar deck of JDS Umigiri (DD-158)
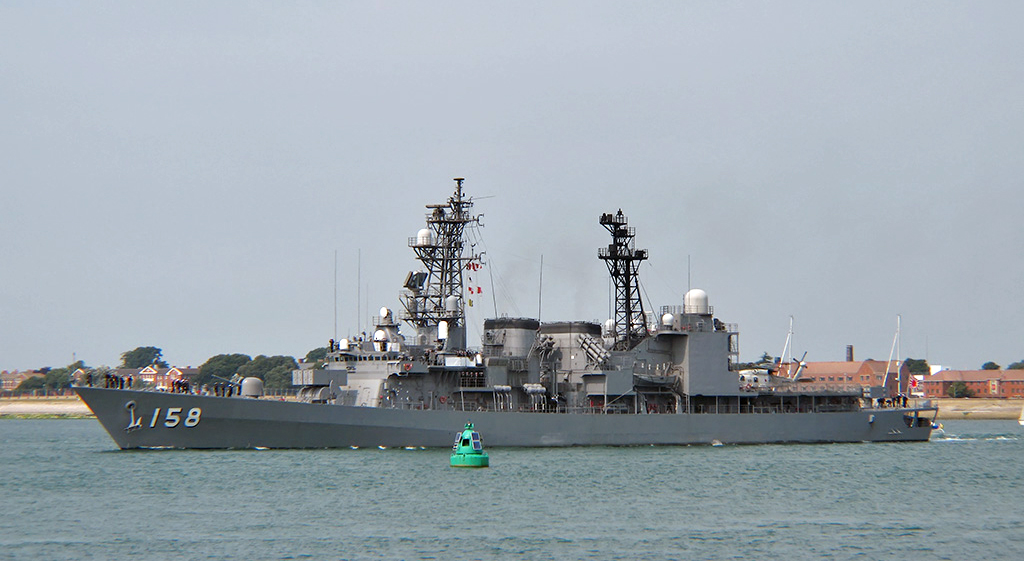
JDS Umigiri (DD-158)